# Killers (film 2010)
Killers è un film del 2010 diretto da Robert Luketic.
Commedia d'azione statunitense con protagonisti Ashton Kutcher e Katherine Heigl.

## Trama
Spencer Aimes è un super-assassino che lavora per il governo. Nel corso di una delle sue abituali operazioni super segrete a Nizza incontra Jen Kornfeldt, tecnica di computer, bella e divertente, che in vacanza con i suoi, sta tentando di riprendersi dalla fine di una storia. I due si innamorano immediatamente e Spencer decide di lasciare gli intrighi internazionali per una normale felicità casalinga. Tre anni dopo, Spencer e Jen si stanno ancora godendo il loro perfetto matrimonio. Spencer però, all'improvviso, scopre di avere una taglia milionaria sulla sua testa e che tutti quelli che reputava amici erano, per la maggior parte, sicari pronti a ucciderlo. La fuga e gli scontri a fuoco coinvolgono anche Jen, suo malgrado.

## Produzione

### Riprese
Le riprese del film si svolgono a partire dall'autunno del 2009 nello stato americano della Georgia (Woodstock, Atlanta, Douglasville, Marietta) e a Villefranche-sur-Mer, in Francia.

## Distribuzione
Il film è stato distribuito nelle sale cinematografiche statunitensi il 4 giugno 2010.

## Accoglienza

### Critica
Il film ha ricevuto una vittoria durante i Razzie Awards 2011: Peggior attore protagonista per Ashton Kutcher.

## Curiosità
Il cantante Usher ha recitato in questo film nel ruolo di un dipendente del supermercato in cui i due protagonisti entrano: Jen vuole infatti comprare un test di gravidanza e viene aiutata nella scelta proprio dal commesso.